# غديون أكوا
غديون أكوا (مواليد 24 مايو 2000) هو لاعب كرة قدم غاني يلعب حاليًا كمدافع في إكستريمادورا نادي ميدياما.